# Pseudicius braunsi
Pseudicius braunsi är en spindelart som beskrevs av George William Peckham och Elizabeth Maria Gifford Peckham 1903. Pseudicius braunsi ingår i släktet Pseudicius och familjen hoppspindlar. Inga underarter finns listade i Catalogue of Life.